# Rejon szyszacki
Rejon szyszacki – jednostka administracyjna w składzie obwodu połtawskiego Ukrainy.
Powstał w 1923. Ma powierzchnię 790 km². Siedzibą władz rejonu są Szyszaki.
W skład rejonu wchodzą 1 osiedlowa rada oraz 11 silskich rad, obejmujących 74 wsie.